# Katti Frederiksen
Katti Frederiksen (Narsaq, 1982) is een Groenlands dichteres. In 2006 kwam haar eerste dichtbundel uit, Uummatima kissaa ("De warmte van mijn hart"). Deze bundel werd gepubliceerd in het Groenlands. In 2012 verscheen haar tweede bundel, genaamd 100% Eskimo Inuk. Deze bundel bevat gedichten in het Groenlands en Deens met vertalingen in het Engels.
Frederiksen studeerde aan de Ilimmarfikuniversiteit in Nuuk en aan de University of Alaska. Zij heeft twee kinderen en woont tegenwoordig in Nuuk. Naast haar werk als dichteres werkt Frederiksen aan het Greenlandic Language Secretariat. Tevens won zij in 2007 de marathon van Nuuk als snelste vrouw met een tijd van 3.49,15 uur. In oktober 2012 bezocht Frederiksen de Rijksuniversiteit Groningen, waar zij twee lezingen gaf ter ere van de Literaire Poolnacht 2012.
- International Standard Name Identifier: 0000 0004 2308 1034
- Library of Congress Control Number: n2014054516
- Nederlandse Thesaurus van Auteursnamen: 357497481
- Virtual International Authority File: 305813434
- WorldCat: E39PBJk4Jkm6dMKBFbqFXDV3cP